# Kanaris (L53)
Pour les autres navires du même nom, voir HS Kanaris.
Le HHelMS Kanaris (pennant number L53) est un destroyer d'escorte de classe Hunt de type III construit initialement pour la Royal Navy, mais mis en service pour la Marine de guerre hellénique pendant la Seconde Guerre mondiale.
Le Kanaris (en grec : ΒΠ Κανάρης) a été construit à l'origine pour la Royal Navy britannique sous le nom de HMS Hatherleigh, mais qui n'a jamais été mis en service. Avant son achèvement, il est transféré à la Marine de guerre hellénique et mis en service le 27 juillet 1942 sous le nom de HHelMS Kanaris afin de soulager les lourdes pertes de navires subies par la Marine de guerre hellénique lors de l'invasion allemande de 1941.

## Construction
Le Hatherleigh est commandé le 28 juillet 1940 dans le cadre du programme d'urgence de la guerre de 1940 pour le chantier naval de Vickers Armstrong de Newcastle-on-Tyne en Angleterre sous le numéro J4275. La pose de la quille est effectuée le 12 décembre 1940, le Hatherleigh est lancé le 18 décembre 1941. Il est transféré à la Marine royale Hellénique le 27 juillet 1942 et mis en service le 10 août 1942 sous le nom de HHelMS Kanaris.
Les navires de classe Hunt sont censés répondre au besoin de la Royal Navy d'avoir un grand nombre de petits navires de type destroyer capables à la fois d'escorter des convois et d'opérer avec la flotte. Les Hunt de type III se distinguent des navires précédents type I et II par l'ajout de 2 tubes lance-torpilles au milieu du navire. Pour compenser le poids des tubes lance-torpilles, seuls 2 supports de canons jumeaux de 4 pouces ont été installés, le canon en position "Y" a été retiré, le projecteur étant déplacé vers le pont arrière de l'abri en conséquence. Les Hunt de type III pouvaient être facilement identifiés car ils avaient une cheminée droite avec un sommet incliné et le mât n'avait pas de râteau. Quatorze d'entre eux ont vu leurs ailerons stabilisateurs retirés (ou non installés en premier lieu) et l'espace utilisé pour le mazout supplémentaire.
Le Hunt type III (comme le type II) mesure 80,54 m de longueur entre perpendiculaires et 85,34 m de longueur hors-tout. Le Maître-bau du navire mesure 9,60 m et le tirant d'eau est de 3,51 m. Le déplacement est de 1070 t standard et de 1510 t à pleine charge.
Deux chaudières Admiralty produisant de la vapeur à 2100 kPa (21 bar) et à 327 °C alimentent des turbines à vapeur à engrenages simples Parsons qui entraînent deux arbres d'hélices, générant 19 000 chevaux (14 000 kW) à 380 tr/min. Cela donne une vitesse de 27 nœuds (50 km/h) au navire. 281 t de carburant sont transportés, ce qui donne un rayon d'action nominale de 2 560 milles marins (4 740 km) (bien qu'en service, son rayon d'action tombe à 1 550 milles marins (2 870 km)).
L'armement principal du navire est de quatre canons de 4 pouces QF Mk XVI (102 mm) à double usage (anti-navire et anti-aérien) sur trois supports doubles, avec un support avant et deux arrière. Un armement antiaérien rapproché supplémentaire est fourni par une monture avec des canons quadruple de 2 livres "pom-pom" MK.VII et trois  canons Oerlikon de 20 mm Mk. III montés dans les ailes du pont,. Jusqu'à 110 charges de profondeur pouvaient être transportées , avec deux goulottes de charge en profondeur et quatre lanceurs de charge en profondeur constituent l'armement anti-sous-marin du navire. Le radar de type 291 et de type 285 sont installés, de même qu'une sonar de type 128,. Le navire avait un effectif de 168 officiers et hommes,.

## Histoire

### Seconde guerre mondiale

#### 1942
Après des essais d'acceptation et sa mise en service, le Kanaris se rend à Scapa Flow, où il rejoint la Home Fleet, pour continuer à être entièrement équipé. Le 1er septembre, il escorte le destroyer grec Adrias (L67) à Tyne pour des réparations, après que son navire a été endommagé en raison d'un échouement. le lendemain, il escorte le porte-avions Furious (47) et le destroyer Blean (L47) vers Scapa Flow.
Le Kanaris se rend sur la Clyde le 30 septembre pour rejoindre l'escorte du convoi WS23 lors de son voyage à Durban, en Afrique du Sud. La composition de l'escorte comprend les croiseurs légers Despatch (D30) et Durban (D99), le croiseur marchand armé Queen of Bermuda (F73), les destroyers Antelope (H36) et Velox (D34) et le destroyers d'escorte Puckeridge (L108). Le convoi navigue à partir du 4 octobre et le Kanaris se sépare du convoi WS23 le 15 octobre pour s'arrêter à Freetown, en Sierra Leone. Le Kanaris, Durban et le croiseur armé Carthage (F99) quittent Freetown cinq jours plus tard pour se rendre à Durban, et après leur arrivée le 5 novembre, il se détache du destroyer grec Pindos (L65) pour se rendre à Alexandrie, en Égypte via l'océan Indien, Aden, la mer Rouge et le canal de Suez. Il rejoint la Mediterranean Fleet (flotte méditerranéenne) à Alexandrie en décembre.

#### 1943
Le Kanaris est affecté pour patrouiller et escorter des convois dans la région de la Méditerranée orientale. En mai 1943, il est mobilisé pour soutenir les opérations du 8e armée britannique en Tunisie. Avec la 5e Division de destroyers, il participe à l'opération Retribution pour bloquer la zone du Cap Bon, empêchant les navires d'évacuer les forces de l'Axe d'Afrique du Nord pour se retirer en Italie. Il est ensuite relocalisé vers la base opérationnelle de Malte pour escorter les convois dans la région de la Méditerranée centrale,.
En juillet, le Kanaris est mobilisé pour rejoindre l'opération Husky, le débarquement allié en Sicile, en Italie. Il rejoint les destroyers grecs Pindos, Adrias (L67), Miaoulis (L91) et Thermitoklis (L51) pour rejoindre d'autres destroyers britanniques dans le cadre de l'escorte du convoi militaire attaquant la Sicile. Il arrive au lare de la zone de débarquement le 9 juillet, tirant des coups de canon pour soutenir le débarquement , puis des convois d'escorte qui ont suivi. Le 12 septembre, le Kanaris et les destroyers Eskimo (F75) et Exmoor (L08) tentent d'entrer dans le port d'Augusta, mais sans succès en raison du puissant tir défensif de l'ennemi,,.

#### 1944
Le Kanaris reprend le rôle d'escorte de convois dans la région du Centre méditerranéen. Le 19 mars 1944, il entre en collision avec le croiseur lourd Hawkins (D86) en traversant la mer Rouge. Gravement endommagé, il se rend dans les ports de Massawa, en Érythrée pour des réparations avant de rejoindre la 5e Flottille de destroyers à Alexandrie en août. Le Kanaris et les destroyers grecs Thermitoklis, Pindos, Kriti et Miaoulis rejoignent les activités de reconquête des îles de la mer Égée et de la libération de la Grèce dans le cadre de la campagne du Dodécanèse en octobre.

#### 1945
Le Kanaris continue à opérer avec la marine grecque comme escorte de transport et à soutenir les opérations militaires en Grèce jusqu'à la fin de la guerre en Europe en mai 1945.

### Après-guerre
Le Kanaris continue à être déployé dans les eaux grecques, pendant la guerre civile grecque, jusqu'à son retour à la Royal Navy en Angleterre en 1959. Inscrit sur la liste de destruction, il est vendu à un chantier naval grec et arrivé en remorque pour son démantèlement en 1960,.